# 3104 Dürer
A 3104 Dürer (ideiglenes jelöléssel 1982 BB1) a Naprendszer kisbolygóövében található aszteroida. Edward L. G. Bowell fedezte fel 1982. január 24-én.